# My Generation: The Very Best of The Who
My Generation: The Very Best of The Who es un álbum recopilatorio del grupo británico The Who, publicado por la compañía discográfica Polydor Records en agosto de 1996. Su publicación coincidió con el lanzamiento de los álbumes del grupo remasterizados, a excepción de The Who Sings My Generation, e incluyó versiones recientemente remasterizadas de las canciones.
El álbum alcanzó el puesto once en la lista británica UK Albums Chart y fue certificado como disco de oro por la RIAA al superar el medio millón de copias vendidas en los Estados Unidos.

## Lista de canciones
Todas las canciones compuestas por Pete Townshend excepto donde se anota.
1. "I Can't Explain" - 2:04
2. "Anyway, Anyhow, Anywhere" (Pete Townshend, Roger Daltrey) - 2:40
3. "My Generation" - 3:18
4. "Substitute" - 3:47
5. "I'm a Boy" - 2:36
6. "Boris the Spider" (John Entwistle) - 2:27
7. "Happy Jack" - 2:11
8. "Pictures of Lily" - 2:45
9. "I Can See for Miles" - 4:21
10. "Magic Bus" - 3:15
11. "Pinball Wizard" - 3:00
12. "The Seeker" - 3:22
13. "Baba O'Riley" - 5:07
14. "Won't Get Fooled Again" - 8:32
15. "Let's See Action" - 4:02
16. "5:15" - 4:49
17. "Join Together" - 4:22
18. "Squeeze Box" - 2:40
19. "Who Are You" - 5:02
20. "You Better You Bet" - 5:37

## Personal
- Roger Daltrey: voz
- John Entwistle: bajo y voz
- Pete Townshend: voz, guitarra, sintetizadores y teclados
- Keith Moon: batería y percusión
- Kenney Jones: batería y percusión en "You Better You Bet"